# Grand Prix Rakouska 2024
Grand Prix Rakouska 2024 (oficiálně Formula 1 Qatar Airways Austrian Grand Prix 2024) se jela na okruhu Red Bull Ring ve Spielbergu v Rakousku dne 30. června 2024. Závod byl jedenáctým v pořadí v sezóně 2024 šampionátu Formule 1 a třetím v sezóně ve sprintovém formátu.

## Sprintový rozstřel
Sprintový rozstřel se uskutečnil 28. června 2024 v 16:30 místního času (UTC+2).
| Poř.                        | Č. | Jezdec           | Konstruktér                  | Časy v kvalifikaci | Časy v kvalifikaci | Časy v kvalifikaci | Pořadí na startu |
| Poř.                        | Č. | Jezdec           | Konstruktér                  | SQ1                | SQ2                | SQ3                | Pořadí na startu |
| --------------------------- | -- | ---------------- | ---------------------------- | ------------------ | ------------------ | ------------------ | ---------------- |
| 1                           | 1  | Max Verstappen   | Red Bull Racing-Honda RBPT   | 1:05.690           | 1:05.186           | 1:04.686           | 1                |
| 2                           | 4  | Lando Norris     | McLaren-Mercedes             | 1:05.786           | 1:05.561           | 1:04.779           | 2                |
| 3                           | 81 | Oscar Piastri    | McLaren-Mercedes             | 1:06.081           | 1:05.379           | 1:04.987           | 3                |
| 4                           | 63 | George Russell   | Mercedes                     | 1:05.764           | 1:05.325           | 1:05.054           | 4                |
| 5                           | 55 | Carlos Sainz Jr. | Ferrari                      | 1:05.781           | 1:05.435           | 1:05.126           | 5                |
| 6                           | 44 | Lewis Hamilton   | Mercedes                     | 1:06.504           | 1:05.539           | 1:05.270           | 6                |
| 7                           | 11 | Sergio Pérez     | Red Bull Racing-Honda RBPT   | 1:06.256           | 1:05.612           | 1:06.008           | 7                |
| 8                           | 31 | Esteban Ocon     | Alpine-Renault               | 1:06.343           | 1:05.686           | 1:06.101           | 8                |
| 9                           | 10 | Pierre Gasly     | Alpine-Renault               | 1:06.465           | 1:05.757           | 1:06.624           | 9                |
| 10                          | 16 | Charles Leclerc  | Ferrari                      | 1:06.149           | 1:05.526           | Bez času           | 10               |
| 11                          | 20 | Kevin Magnussen  | Haas-Ferrari                 | 1:06.387           | 1:05.806           |                    | 11               |
| 12                          | 18 | Lance Stroll     | Aston Martin Aramco-Mercedes | 1:06.037           | 1:05.847           |                    | 12               |
| 13                          | 14 | Fernando Alonso  | Aston Martin Aramco-Mercedes | 1:06.487           | 1:05.878           |                    | 13               |
| 14                          | 22 | Júki Cunoda      | RB-Honda RBPT                | 1:06.557           | 1:05.960           |                    | 14               |
| 15                          | 2  | Logan Sargeant   | Williams-Mercedes            | 1:06.518           | Bez času           |                    | 15               |
| 16                          | 3  | Daniel Ricciardo | RB-Honda RBPT                | 1:06.581           |                    |                    | 16               |
| 17                          | 27 | Nico Hülkenberg  | Haas-Ferrari                 | 1:06.583           |                    |                    | 17               |
| 18                          | 77 | Valtteri Bottas  | Kick Sauber-Ferrari          | 1:06.725           |                    |                    | 18               |
| 19                          | 23 | Alexander Albon  | Williams-Mercedes            | 1:06.754           |                    |                    | PL               |
| 20                          | 24 | Čou Kuan-jü      | Kick Sauber-Ferrari          | 1:07.197           |                    |                    | 19               |
| 107 % času vítěze: 1:10.288 |    |                  |                              |                    |                    |                    |                  |
| Zdroj:                      |    |                  |                              |                    |                    |                    |                  |

Poznámky
1. ↑  Alexander Albon se kvalifikoval jako 19., ale musel odstartovat z pit lane, jelikož došlo k úpravě nastavení jeho monopostu během parc fermé.

## Sprint
Sprint se uskutečnil 29. června 2024 ve 12:00 místního času (UTC+2).
| Poř.                                                                    | No. | Jezdec           | Konstruktér                  | Počet kol | Čas/Odstoupení | Start | Body |
| ----------------------------------------------------------------------- | --- | ---------------- | ---------------------------- | --------- | -------------- | ----- | ---- |
| 1                                                                       | 1   | Max Verstappen   | Red Bull Racing-Honda RBPT   | 23        | 26:41.389      | 1     | 8    |
| 2                                                                       | 81  | Oscar Piastri    | McLaren-Mercedes             | 23        | +4.616         | 3     | 7    |
| 3                                                                       | 4   | Lando Norris     | McLaren-Mercedes             | 23        | +5.348         | 2     | 6    |
| 4                                                                       | 63  | George Russell   | Mercedes                     | 23        | +8.354         | 4     | 5    |
| 5                                                                       | 55  | Carlos Sainz Jr. | Ferrari                      | 23        | +9.989         | 5     | 4    |
| 6                                                                       | 44  | Lewis Hamilton   | Mercedes                     | 23        | +11.207        | 6     | 3    |
| 7                                                                       | 16  | Charles Leclerc  | Ferrari                      | 23        | +13.424        | 10    | 2    |
| 8                                                                       | 11  | Sergio Pérez     | Red Bull Racing-Honda RBPT   | 23        | +17.409        | 7     | 1    |
| 9                                                                       | 20  | Kevin Magnussen  | Haas-Ferrari                 | 23        | +24.067        | 11    |      |
| 10                                                                      | 18  | Lance Stroll     | Aston Martin Aramco-Mercedes | 23        | +30.175        | 12    |      |
| 11                                                                      | 31  | Esteban Ocon     | Alpine-Renault               | 23        | +30.839        | 8     |      |
| 12                                                                      | 10  | Pierre Gasly     | Alpine-Renault               | 23        | +31.308        | 9     |      |
| 13                                                                      | 22  | Júki Cunoda      | RB-Honda RBPT                | 23        | +35.452        | 14    |      |
| 14                                                                      | 3   | Daniel Ricciardo | RB-Honda RBPT                | 23        | +39.397        | 16    |      |
| 15                                                                      | 14  | Fernando Alonso  | Aston Martin Aramco-Mercedes | 23        | +43.155        | 13    |      |
| 16                                                                      | 2   | Logan Sargeant   | Williams-Mercedes            | 23        | +44.076        | 15    |      |
| 17                                                                      | 23  | Alexander Albon  | Williams-Mercedes            | 23        | +44.673        | PL    |      |
| 18                                                                      | 77  | Valtteri Bottas  | Kick Sauber-Ferrari          | 23        | +46.511        | 18    |      |
| 19                                                                      | 27  | Nico Hülkenberg  | Haas-Ferrari                 | 23        | +48.423        | 17    |      |
| 20                                                                      | 24  | Čou Kuan-jü      | Kick Sauber-Ferrari          | 23        | +53.143        | 19    |      |
| Nejrychlejší kolo: Lando Norris (McLaren-Mercedes) – 1:08.935 (2. kolo) |     |                  |                              |           |                |       |      |
| Zdroj:                                                                  |     |                  |                              |           |                |       |      |

Poznámky
1. ↑  Sprint byl zkrácen o jedno kolo kvůli jednomu zaváděcímu kolu navíc.
2. ↑  Nico Hülkenberg skončil 14., ale po závodě obdržel penalizaci 10 sekund za vytlačení Fernanda Alonsa z trati.

## Kvalifikace
Kvalifikace se uskutečnila 29. června 2024 v 16:00 místního času (UTC+2).
| Poř.                       | Č. | Jezdec           | Konstruktér                  | Časy v kvalifikaci | Časy v kvalifikaci | Časy v kvalifikaci | Pořadí na startu |
| Poř.                       | Č. | Jezdec           | Konstruktér                  | Q1                 | Q2                 | Q3                 | Pořadí na startu |
| -------------------------- | -- | ---------------- | ---------------------------- | ------------------ | ------------------ | ------------------ | ---------------- |
| 1                          | 1  | Max Verstappen   | Red Bull Racing-Honda RBPT   | 1:05.336           | 1:04.469           | 1:04.314           | 1                |
| 2                          | 4  | Lando Norris     | McLaren-Mercedes             | 1:05.450           | 1:05.103           | 1:04.718           | 2                |
| 3                          | 63 | George Russell   | Mercedes                     | 1:05.585           | 1:05.016           | 1:04.840           | 3                |
| 4                          | 55 | Carlos Sainz Jr. | Ferrari                      | 1:05.263           | 1:05.016           | 1:04.851           | 4                |
| 5                          | 44 | Lewis Hamilton   | Mercedes                     | 1:05.541           | 1:05.053           | 1:04.903           | 5                |
| 6                          | 16 | Charles Leclerc  | Ferrari                      | 1:05.509           | 1:05.104           | 1:05.044           | 6                |
| 7                          | 81 | Oscar Piastri    | McLaren-Mercedes             | 1:05.311           | 1:05.070           | 1:05.048           | 7                |
| 8                          | 11 | Sergio Pérez     | Red Bull Racing-Honda RBPT   | 1:05.587           | 1:05.144           | 1:05.202           | 8                |
| 9                          | 27 | Nico Hülkenberg  | Haas-Ferrari                 | 1:05.596           | 1:05.262           | 1:05.385           | 9                |
| 10                         | 31 | Esteban Ocon     | Alpine-Renault               | 1:05.574           | 1:05.274           | 1:05.883           | 10               |
| 11                         | 3  | Daniel Ricciardo | RB-Honda RBPT                | 1:05.569           | 1:05.289           |                    | 11               |
| 12                         | 20 | Kevin Magnussen  | Haas-Ferrari                 | 1:05.508           | 1:05.347           |                    | 12               |
| 13                         | 10 | Pierre Gasly     | Alpine-Renault               | 1:05.598           | 1:05.359           |                    | 13               |
| 14                         | 22 | Júki Cunoda      | RB-Honda RBPT                | 1:05.563           | 1:05.412           |                    | 14               |
| 15                         | 14 | Fernando Alonso  | Aston Martin Aramco-Mercedes | 1:05.656           | 1:05.639           |                    | 15               |
| 16                         | 23 | Alexander Albon  | Williams-Mercedes            | 1:05.736           |                    |                    | 16               |
| 17                         | 18 | Lance Stroll     | Aston Martin Aramco-Mercedes | 1:05.819           |                    |                    | 17               |
| 18                         | 77 | Valtteri Bottas  | Kick Sauber-Ferrari          | 1:05.847           |                    |                    | 18               |
| 19                         | 2  | Logan Sargeant   | Williams-Mercedes            | 1:05.856           |                    |                    | 19               |
| 20                         | 24 | Čou Kuan-jü      | Kick Sauber-Ferrari          | 1:06.061           |                    |                    | PL               |
| 107 % času vítěze:1:09.831 |    |                  |                              |                    |                    |                    |                  |
| Zdroj:                     |    |                  |                              |                    |                    |                    |                  |

Poznámky
1. ↑  Čou Kuan-jü se kvalifikoval jako 20., ale musel odstartovat z pit lane, jelikož došlo k úpravě nastavení jeho monopostu během parc fermé.

## Závod
Závod se uskutečnil 30. června 2024 v 15:00 místního času (UTC+2).
| Poř.                                                                                    | No. | Jezdec           | Konstruktér                  | Počet kol | Čas/Odstoupení  | Start | Body |
| --------------------------------------------------------------------------------------- | --- | ---------------- | ---------------------------- | --------- | --------------- | ----- | ---- |
| 1                                                                                       | 63  | George Russell   | Mercedes                     | 71        | 1:24:22.798     | 3     | 25   |
| 2                                                                                       | 81  | Oscar Piastri    | McLaren-Mercedes             | 71        | +1.906          | 7     | 18   |
| 3                                                                                       | 55  | Carlos Sainz Jr. | Ferrari                      | 71        | +4.533          | 4     | 15   |
| 4                                                                                       | 44  | Lewis Hamilton   | Mercedes                     | 71        | +23.142         | 5     | 12   |
| 5                                                                                       | 1   | Max Verstappen   | Red Bull Racing-Honda RBPT   | 71        | +37.253         | 1     | 10   |
| 6                                                                                       | 27  | Nico Hülkenberg  | Haas-Ferrari                 | 71        | +54.088         | 9     | 8    |
| 7                                                                                       | 11  | Sergio Pérez     | Red Bull Racing-Honda RBPT   | 71        | +54.672         | 8     | 6    |
| 8                                                                                       | 20  | Kevin Magnussen  | Haas-Ferrari                 | 71        | +1:00.355       | 12    | 4    |
| 9                                                                                       | 3   | Daniel Ricciardo | RB-Honda RBPT                | 71        | +1:01.169       | 11    | 2    |
| 10                                                                                      | 10  | Pierre Gasly     | Alpine-Renault               | 71        | +1:01.766       | 13    | 1    |
| 11                                                                                      | 16  | Charles Leclerc  | Ferrari                      | 71        | +1:07.056       | 6     |      |
| 12                                                                                      | 31  | Esteban Ocon     | Alpine-Renault               | 71        | +1:08.325       | 10    |      |
| 13                                                                                      | 18  | Lance Stroll     | Aston Martin Aramco-Mercedes | 70        | +1 lap          | 17    |      |
| 14                                                                                      | 22  | Júki Cunoda      | RB-Honda RBPT                | 70        | +1 lap          | 14    |      |
| 15                                                                                      | 23  | Alexander Albon  | Williams-Mercedes            | 70        | +1 lap          | 16    |      |
| 16                                                                                      | 77  | Valtteri Bottas  | Kick Sauber-Ferrari          | 70        | +1 lap          | 18    |      |
| 17                                                                                      | 24  | Čou Kuan-jü      | Kick Sauber-Ferrari          | 70        | +1 lap          | PL    |      |
| 18                                                                                      | 14  | Fernando Alonso  | Aston Martin Aramco-Mercedes | 70        | +1 lap          | 15    |      |
| 19                                                                                      | 2   | Logan Sargeant   | Williams-Mercedes            | 69        | +2 laps         | 19    |      |
| 203                                                                                     | 4   | Lando Norris     | McLaren-Mercedes             | 64        | Následky nehody | 2     |      |
| Nejrychlejší kolo: Fernando Alonso (Aston Martin Aramco-Mercedes) – 1:07.694 (70. kolo) |     |                  |                              |           |                 |       |      |
| Zdroj:                                                                                  |     |                  |                              |           |                 |       |      |

Poznámky
1. ↑  Max Verstappen obdržel penalizaci 10 sekund za způsobení kolize s Lando Norrisem. Jeho konečná pozice tím nebyla ovlivněna.
2. ↑  Alexander Albon skončil 14., ale obdržel penalizaci 5 sekund za přejetí bílé čáry na výjezdu z boxů.
3. ↑  Lando Norris byl klasifikován, jelikož odjel více než 90 % délky závodu. Také obdržel penalizaci 5 sekund za překročení traťových limitů.

## Průběžné pořadí po závodě
|        | Pořadí | Jezdec           | Body |
| ------ | ------ | ---------------- | ---- |
|        | 1      | Max Verstappen   | 237  |
|        | 2      | Lando Norris     | 156  |
|        | 3      | Charles Leclerc  | 150  |
|        | 4      | Carlos Sainz Jr. | 135  |
|        | 5      | Sergio Pérez     | 118  |
| Zdroj: |        |                  |      |

|        | Pořadí | Konstruktér                  | Body |
| ------ | ------ | ---------------------------- | ---- |
|        | 1      | Red Bull Racing-Honda RBPT   | 355  |
|        | 2      | Ferrari                      | 291  |
|        | 3      | McLaren-Mercedes             | 268  |
|        | 4      | Mercedes                     | 196  |
|        | 5      | Aston Martin Aramco-Mercedes | 58   |
| Zdroj: |        |                              |      |